# 에스터 랠스턴

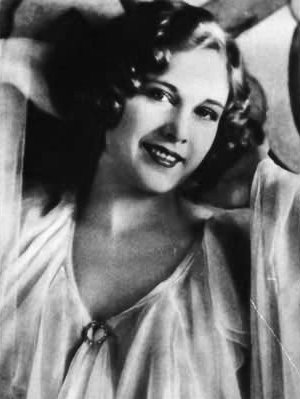

에스터 랠스턴(영어: Esther Ralston, 1902년 9월 17일 ~ 1994년 1월 14일)은 미국의 배우이다. 1924년판 영화 《피터 팬》에서 달링 부인 역으로 출연했다.
메인주 핸콕군에서 태어났으며 벤투라에서 사망하였다. 사인은 심근 경색이다.

## 영화
- 틴 팬 앨리 (1940년)
- 새디 맥키 (1934년)
- 투 더 라스트 맨 (1933년)
- 로마행 특급열차 (1932년)
- 더 플로디갈 (1931년)
- 배신 (1929년)
- 피터 팬 (1924년) - 달링 부인 역
- 올리버 트위스트 (1922년)
- 허클베리 핀 (1920년)